# Lycée Ozenne
Le lycée Ozenne est un établissement d’enseignement secondaire et supérieur, situé 9 rue Merly à Toulouse, à proximité immédiate de la basilique Saint-Sernin de Toulouse, et des lycées Saint-Sernin et Sainte-Marie-de-Nevers.

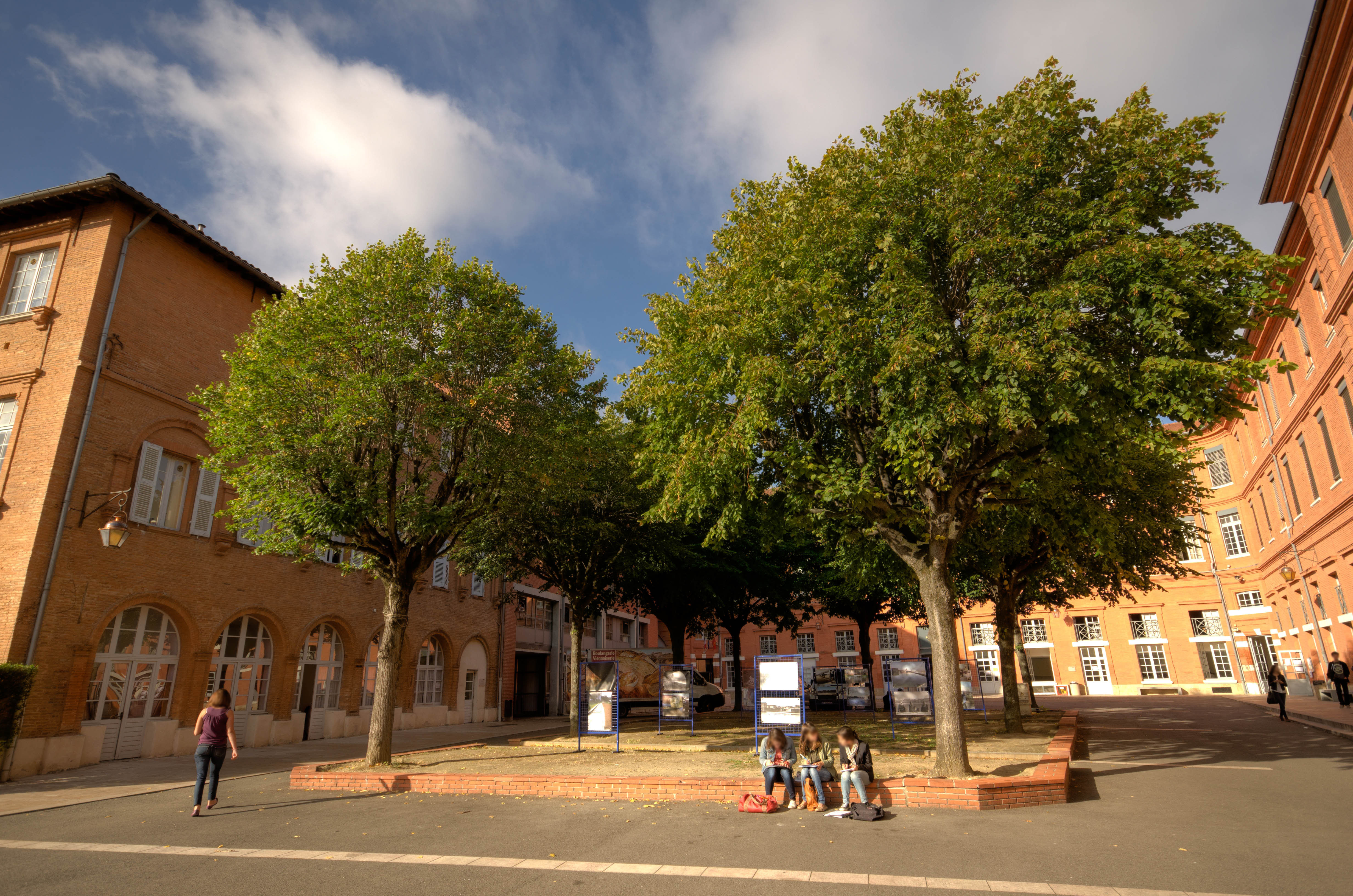
Le lycée Ozenne.

## Histoire
Théodore Fulgence Ozenne (1814-1898), dont provient le nom du lycée, était un banquier toulousain, membre du conseil municipal, président de la Chambre de commerce.
En 2012, malgré l'interdiction par la loi du 17 juin 1998, les étudiants en classes préparatoires étaient soumis au bizutage, attachés aux grilles de l'établissement et aspergés de sauce de poisson.
En 2016, le lycée fête durant une semaine les 25 ans d'enseignement du japonais dans l'établissement avec des concerts, des ateliers, des projections et des conférences, tous sur le thème du Japon.

## Enseignements

### Secondaire
Le lycée compte, en février 2011, 2218 élèves dont une majorité d’étudiants en classes préparatoires et en STS. Il dispose également d'un campus à Auzeville ainsi que d'une annexe. 

#### Options et spécialités
Le lycée compte 9 classes de seconde, première et terminales, ainsi que deux classes de première STMG (avec soit option Gestion, soit Communication) et 3 classes de terminal STMG (gestion et finance, mercatique (marketing) et systèmes d'information de gestion). Une des grandes spécificités du lycée Ozenne est l'enseignement de langues étrangères peu représentées en second cycle. En effet, même si la seule LV1 enseigné est anglais, les LV2 proposées sont : 
- Allemand
- Chinois
- Espagnol
- Italien
- Russe

Des LV3 dérogatoires sont aussi proposées, dont : 
- Chinois
- Italien
- Japonais
- Arabe littéral

Le japonais et le chinois y sont enseignés.

#### Classement du lycée
En 2015, le lycée se classe 2e sur 36 au niveau départemental quant à la qualité d'enseignement, et 217e au niveau national. Le classement s'établit sur trois critères : le taux de réussite au bac, la proportion d'élèves de première qui obtient le baccalauréat en ayant fait les deux dernières années de leur scolarité dans l'établissement, et la valeur ajoutée (calculée à partir de l'origine sociale des élèves, de leur âge et de leurs résultats au diplôme national du brevet).
| Années               | 2017 | 2018 | 2019 | 2020 | 2021 | 2022 |
| -------------------- | ---- | ---- | ---- | ---- | ---- | ---- |
| Baccalauréat général | 94   | 96   | 93   | 99   | 97   | 97   |
| Baccalauréat STMG    |      |      |      |      |      | 94   |

Le lycée a également obtenu une mention au concours général en 2023 lors de l'épreuve d'histoire. 

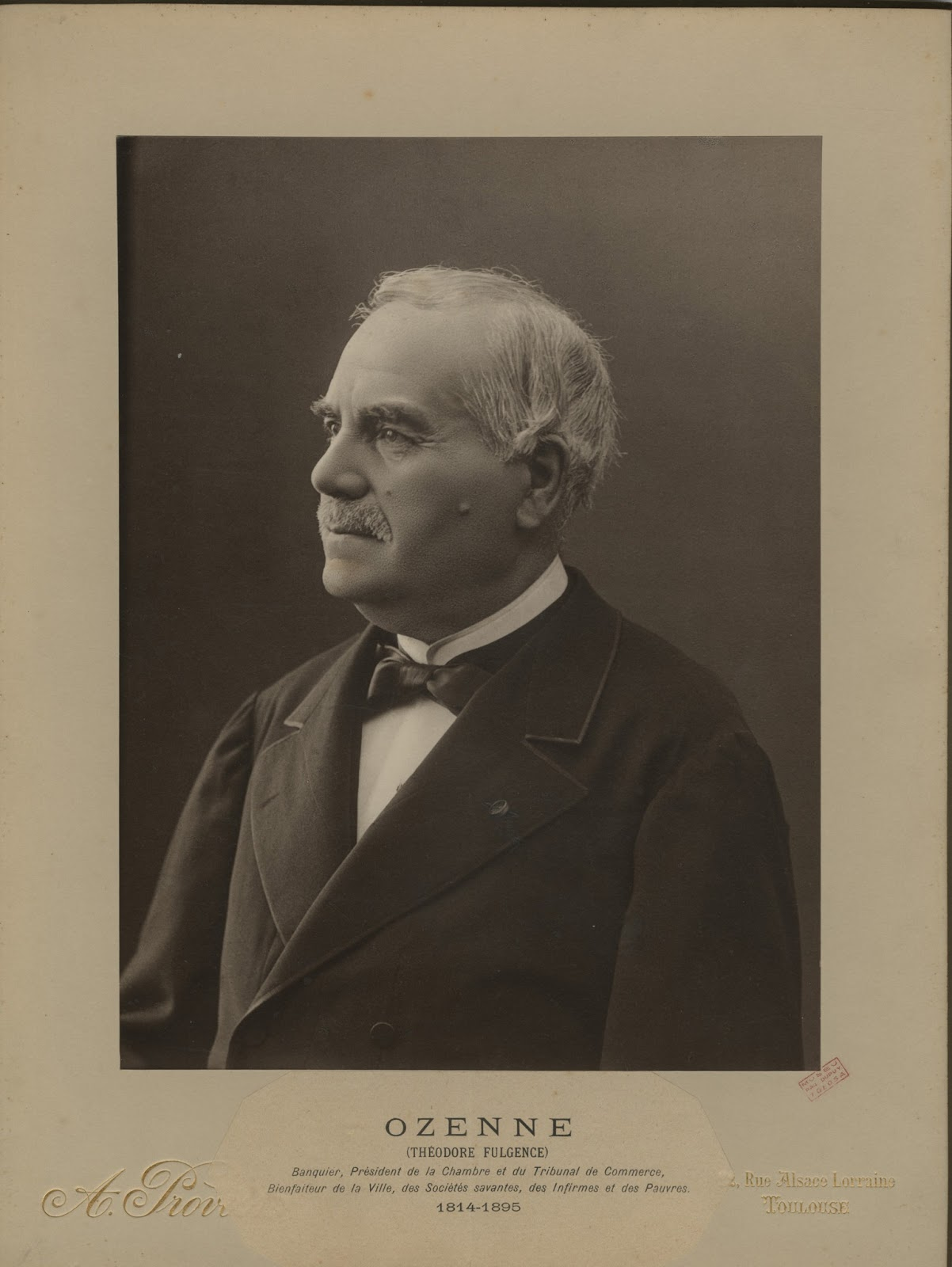
Théodore Fulgence Ozenne a donné son nom au lycée.

### Classes préparatoires (CPGE)

#### Filières
Le lycée accueille six filières de classes préparatoires, principalement économiques et commerciales (ECE, ECS, ECT, D1, D2) mais aussi scientifiques (BCPST et TB).

#### Classement des CPGE
Le classement national des classes préparatoires aux grandes écoles (CPGE) se fait en fonction du taux d'admission des élèves dans les grandes écoles. 
En 2018, L'Étudiant donnait le classement suivant pour les concours de 2017 :
| Filière | Élèves admis dans une grande école* | Taux d'admission* | Taux moyen sur 5 ans |
| --- | ----------------------------------- | ----------------- | -------------------- |
| ECE | 4 / 35 élèves                       | 11,4 %            | 8,9 %                |
| ECG | 4 / 76 élèves                       | 5,3 %             | 6,7 %                |
| BCPST | 17 / 46 élèves                      | 37 %              | 42 %                 |
| Source : Classement 2018 des prépas - L'Étudiant (Concours de 2017). * le taux d'admission dépend des grandes écoles retenues par l'étude. Par exemple, en filière ECE et ECS, ce sont HEC, ESSEC, et l'ESCP ; en khâgne, ce sont l'ENSAE, l'ENC, les 3 ENS, et 5 écoles de commerce. |                                     |                   |                      |

### Enseignement supérieur

#### Licences
Le lycée propose une classe préparant au diplôme de comptabilité et de gestion (DCG), grade licence (Bac+3), ainsi qu'une classe ATS Management et Gestion, permettant aux étudiants de préparer une licence 3 AES à l'Université Toulouse 1 Capitole tout en préparant les concours des écoles de commerce.

#### Brevets de technicien supérieur
Le lycée Ozenne abrite de nombreuses classes de Brevet de technicien supérieur :
- BTS assistant de gestion de PME-PMI à référentiel commun européen ;
- BTS assistant de manager ;
- BTS Services informatiques aux organisations, spécialité Solutions Logicielles et Applications Métiers (SLAM) ;
- BTS Services informatiques aux organisations, spécialité Solutions d'Infrastructures, Systèmes et Réseaux (SISR) ;
- BTS assurance ;
- BTS comptabilité et gestion des organisations (CGO) ;
- BTS communication ;
- BTS commerce international à référentiel commun européen (CI).